# Dragon Ball Z: Dokkan Battle
Dragon Ball Z: Dokkan Battle (ドラゴンボールZ ドッカンバトル?, Doragon Bōru Zetto Dokkan Batoru) è un videogioco strategico a turni di tipo free-to-play sviluppato da Akatsuki Inc. e pubblicato da Bandai Namco Entertainment basato sul franchise di Dragon Ball. Il gioco è stato inizialmente rilasciato in giappone per Android il 30 gennaio 2015, mentre per iOS il 19 febbraio 2015. In seguito, vede la sua distribuzione internazionale il 16 luglio 2015, su entrambe le piattaforme.

## Modalità di gioco
Il gioco comincia con l'apparizione del Drago Shenron, che ci guiderà per la creazione del nostro account(ci chiederà semplicemente il nickname), e successivamente ci affiderà a Trunks, che ci seguirà per il tutorial del gioco e nel futuro. Il tutorial, da circa due anni, è stato modificato, ed ora oltre ad una battaglia introduttiva, prevede anche il reclutamento di un intero team di personaggi diversi, utili per affrontare tutti gli stage iniziali e completarne le relative missioni. Potremo accedere poi al menu di gioco principale, ovvero il centro di comando da cui possiamo accedere alle missioni, agli eventi, gestire le squadre, i personaggi, scambiare i nostri Zeni (una delle due valute principali del gioco) con oggetti, medaglie, e tanto altro ancora. Fondamentali sono le Dragon Stones, che servono per reclutare nuovi personaggi tramite il sistema Gacha.

## Interfaccia e utilità
Dopo il caricamento del gioco, verremo catapultati nella schermata principale, dove sarà possibile intraprendere azioni e decisioni a nostro piacimento.
La schermata principale, mette in primo piano il personaggio (leader) della nostra squadra, e, la nostra squadra stessa, che potrà essere visualizzata ruotando con il dito sullo schermo.
Come è possibile notare, la schermata è ricoperta di vari bottoni a scopo funzionale, di cui ognuno ha un suo comando:
- Cliccando su "SHENRON", sarà possibile evocare il Drago Shenron per esaudire un desiderio. Per evocarlo sarà necessario raccogliere tutte e 7 le sfere del drago sparse nelle missioni presenti nella modalità Quest.
- Cliccando su "MENU", sarà possibile accedere a varie opzioni di gioco che permettono di visualizzare le richieste di amicizia, trasferire l'account ad un altro dispositivo, cambiare le opzioni di gioco, cambiare la lingua di gioco o le voci, cambiare lo sfondo nella schermata principale, consultare gli aiuti, visualizzare la cronologia delle summon, o tornare alla schermata dei titoli di gioco.
- Cliccando su "NEWS", sarà possibile restare al corrente di tutte le novità presenti e future in arrivo sul gioco, tra cui anche le manutenzioni.
- Cliccando su "GIFT", qualora siano presenti, sarà possibile ritirare i regali inviati dallo staff di gioco, ottenuti dai login giornalieri o accumulati dagli inventari pieni.
- Cliccando su "START", si apre un'altra schermata dalla quale è possibile scegliere varie modalità di gioco tra cui: Quest (ovvero la storia principale), Event (eventi), World Tournament (evento reso disponibile solo per un week-end ogni mese circa), Portal of Memories (nel quale è possibile accedere a tutti gli eventi usciti nel gioco tramite chiavi), Ultimate Clash (solo per giocatori con rank 150 o superiore), Chain Battle (evento reso disponibile per una settimana in ogni campagna circa).

Subito più in basso, sono presenti dei bottoni più grandi che permettono di accedere a loro volta a diversi menu:
- Cliccando su "HOME", qualora siamo in un altro menu, verremo riportati alla schermata principale.
- Cliccando su "TEAM", sarà possibile visualizzare le nostre squadre (o formarne delle nuove), vendere i personaggi, allenarli (per potenziarli e farli salire di livelli), evolverli (aumentare la loro rarità così da renderli più forti), visualizzare tutti gli oggetti in nostro possesso, visualizzare la lista dei nostri personaggi senza intraprendere azioni nei loro confronti, vedere la lista dei personaggi evolvibili, aumentare il loro Hidden Potential e potenziarli con skill orb (potenziale nascosto) oppure far tornare un personaggio indietro di evoluzione, e applicare uno sticker speciale a determinati personaggi.
- Cliccando su "SUMMON", con il possesso di 5 Dragon Stones o 50 Dragon Stones, con un po' di fortuna, si potranno evocare i personaggi più forti del gioco che ci permetteranno di progredire e affrontare le situazioni più difficili.
- Cliccando su "SHOP", sarà possibile acquistare con soldi reali le Dragon Stones, ampliare l'inventario unità, oppure ripristinare la stamina (energia).
- Cliccando su "EXCHANGE", sarà possibile accedere al Baba's Shop per scambiare i Baba's Points, gli Zeni, le Incredible Gem, i Metal Fruits, le Hercule Badge, i Rad Radish, o i Rad Radish (XL), le Kai's Stone, i Beginner's Ticket o le Super Dragon Stone 2, con oggetti, medaglie, personaggi rari ed esclusivi. La sezione Treasure rimane in continuo aggiornamento per quanto riguarda oggetti, unità e valute di scambio sopra citate. Nella sezione Secret Treasure Chest invece è possibile scambiare dei tesori (ottenibili completando le Chain Battle) con varie skill orb (casualmente).

## Quest Dokkan Story, Event, Dragon Ball Story, Pettan Battle e Ultimate Clash
Il gioco si divide in cinque modalità, ovvero le Quest Dokkan Story, gli Event , le DB story, le Pettan Battle e l'Ultimate Clash
- Se ci si reca sulle Quest Dokkan Story, sarà possibile accedere ad una storia non canonica di Dragon Ball, e da lì l'obiettivo sarà quello di affrontare innumerevoli nemici, e i boss, che, sono personaggi correlati al mondo di Dragon Ball con dei What If. Concludendo gli stage insieme alle dragon Stone, avrai la possibilità di raccogliere delle "incredible gems (green)" per avere dei personaggi esclusivi,medaglie e altri strumenti utili o anche "Incredible gems (Blue)" per avere medaglie o altri strumenti utili.
- Se ci si reca su event, sarà possibile accedere a diversi stage suddivisi in sotto categorie: story (Stage fatti per i neofiti), growth (Stage per collezionare strumenti utili), Awakening (Stage che ti fanno ottenere medaglie per il dokkan Awakening), Challenge (Stage di "Alta" difficoltà con buone ricompense) e le Z-Battle (Stage per ottenere le medaglie dello Z-Awakening o Super Z-Awakening). Tutti gli stage vengono messi per un periodo limitato (Tranne per le Challenge), se si perde uno stage si può recuperare tramite il "Portale of Memories" che tramite chiavi ti fa giocare ad uno stage "Assente".
- Se ci si reca su Dragon Ball Story si potranno affrontare stage che percorrono le vicende di Dragon Ball Z, Dragon Ball, Dragon Ball GT e I film di DBZ. Completando questi stage si otterranno delle "Supporto Memory" (Con scene di un momento della Saga affrontata) e anche dei personaggi F2P (Solitamente mediocri).
- Se ci si reca su Pettan Battle si potrà giocare ad una sorta di minigioco di Dokkan Battle in cui potremmo, tramite ticket,  summonare personaggi esclusivi per questa modalità.
- Se ci si reca su Ultimate Clash potremmo affrontare diversi stage non troppo complessi ma con un limite di personaggi selezionabili (112), se non rimangono più personaggi da usare si perde e bisogna rifare tutti gli stage da capo. (Ogni stage o livello è formato da 2 a 5 boss affrontabili e ci sono 3 livelli)

## Personaggi
I personaggi presenti nel gioco si dividono in 2 tipi: "SUPER" ed "EXTREME" (rispettivamente i buoni e i cattivi). A loro volta si dividono in 5 categorie di colori: AGL (blu), TEQ (verde), INT (viola), STR (rosso) e PHY (giallo). Durante gli attacchi nei vari eventi, gli AGL sono super efficaci sugli STR, che a loro volta sono super efficaci sui PHY, i quali prevalgono sugli INT, che sono super efficaci sui TEQ, i quali infine sono super efficaci sugli AGL.
I personaggi presenti nel gioco, e quindi quelli che ci permetteranno di fare squadra possono essere ottenuti in diversi modi:
- Mediante le Single-Summon o Multi-Summon nei banner "SUMMON";
- Mediante drop, ricompense, o regali dello staff;
- Scambiando speciali valute nel Baba's Shop.
- Mediante missioni speciali.

I personaggi più forti del gioco sono ottenibili ovviamente mediante le Summon. Nelle Summon è possibile ottenere personaggi R, SR, e SSR, che potranno poi essere portati a rarità più elevate UR (LvL 100), TUR (LvL 120), e alcune persino a LR (LvL 150). Alcuni personaggi a TUR ed LR, possono raggiungere un'altrà rarità (EZA: da Super Attack LvL 10 a 15 e LvL 140 per i TUR, mentre per le LR solo da SA 20 a 25) tramite medaglie ottenibili completando le Extreme Z-Area (per i personaggi F2P) e le Extreme Z-Battle I banner presenti nella sezione SUMMON vengono aggiunti o aggiornati dallo staff di gioco, che avviserà tutti i giocatori mediante le NEWS. Per tentare la fortuna nel trovare un personaggio bisognerà disporre delle Dragon Stones, essenziali per effettuare evocazioni che si dividono in:
- Single-Summon dove sarà possibile evocare solamente un personaggio al costo di 5 Dragon Stones;
- Multi-Summon dove sarà possibile evocare un massimo di 10 personaggi al costo di 50 Dragon Stones, con maggiore probabilità di trovare un SSR (grazie ad un aggiornamento passato ci sarà un SSR garantito al posto del decimo posto) o il personaggio banner del momento.

## Banner
I banner principali che possono uscire nel gioco sono: il Dokkan Festival, il Dual-Dokkan Festival, la Legendary Summon, la Top Legendary Summon, l'Extreme Z Dokkan Festival, le Category Summon e la Step-Up Dokkan Festival (quest'ultima è la più rara ed esce in occasione del nuovo anno),

### Dokkan Festival e Dual-Dokkan Festival
Il Dokkan Festival, è un evento basato sulle evocazioni, e ne vengono lanciati 1-2 al mese. Il Dokkan Festival in poche parole è un banner che raccoglie personaggi molto forti con a capo un personaggio appena introdotto nel gioco (a volte anche LR). In questo evento, con un po' di fortuna è possibile appunto evocare personaggi forti tra cui quello nuovo. Inoltre essi hanno la caratteristica, rispetto ad altri banner, di avere delle piccole celebrazioni per festeggiarne l'arrivo. Il Dual-Dokkan Festival è simile a un normale Dokkan Festival, con la differenza che però vengono aggiunti due banner che contengono due nuovi personaggi appena introdotti nel gioco. Inoltre essi nella versione Global avranno la possibilità di avere dei giri scontati (da un minimo di 25 Dragon Stones ad un massimo di 45) e dei banner a parte nei quali è possibile evocare i personaggi tramite ticket (ottenibili facendo alcune Multi-Summon). La frequenza dei Dual-Dokkan Festival è molto più ristretta, e se ne contano 2-3 all'anno. Oltre ai due Dokkan Festival, che rimangono quelli più gettonati, lo staff aggiunge molti altri banner che rimangono al secondo posto dei primi due citati sopra, ma che comunque contengono personaggi molto desiderati. Ad ogni Single-Summon e Multi-Summon che si fa, vengono dati rispettivamente 1 e 10 coin rossi, con i quali (raggiunta quota 150 per i personaggi ad EZA, 400 per i TUR e 500 per le LR) si possono scambiare con i personaggi presenti nei banner attivi (a parte quello appena uscito).

### Legendary Summon e Top Legendary Summon
La Legendary Summon è simile al Dokkan Festival, a differenza però che ne vengono lanciate 1 ogni celebrazione (circa un mese) e raccoglie personaggi secondari (Rare Summon) con a capo però un personaggio molto forte che potrà essere portato ad LR, la maggior rarità presente nel gioco. Non sono presenti né sconti, né summon con i ticket.
Le Top Legendary Summon funziona allo stesso modo della Legendary Summon, con la differenza che tra i personaggi featured banner ci sono ben 2 LR principali e che ne vengono lanciate di solito 1-2 all'anno durante le 2 maggiori celebrazioni del gioco: quella per l'anniversario del gioco e/o quella dei milioni di download in tutto il mondo.
In entrambi i banner, come per i Dokkan e i Dual-Dokkan Festival, ad ogni Single-Summon e Multi-Summon che si fa, vengono dati rispettivamente 1 e 10 coin, questa volta gialli, con i quali si possono scambiare con tutte le LR uscite fino a quel momento nel gioco (500 coin per una LR), a parte quella appena uscita.
In questi 2 banner, a differenza dei Dokkan Festival, sono presenti tutte le LR uscite nel gioco (anche se ottenibili con una percentuale minore).

## World Tournament
Il World Tournament, (abbreviato WT), è un evento che viene reso disponibile ogni 2 mesi circa dallo staff di gioco. Consiste nello scalare una classifica locale e mondiale cercando di piazzarsi il più possibile in vetta alla classifica. Attualmente è l'unica modalità che permette i giocatori di sfidarsi tra di loro. Più ci si piazzerà alti in classifica, e più i premi saranno sostanziosi e appaganti. La difficoltà di questa modalità sta proprio nel piazzarsi in vetta alla classifica, soprattutto ai primi posti, in quanto ci sono molti giocatori che vorranno fare lo stesso. Bisognerà fare leva su una squadra che ci possa far guadagnare tanti punti, ma soprattutto su costanza e dedizione a questa modalità, che solitamente dura 3 giorni. Una volta terminato il WT, dopo 3/4 giorni, lo staff di gioco ricompenserà ogni giocatore con regali e ricompense che saranno stabilite dalla posizione in cui ci si sarà piazzati.

## Accoglienza
A soli tre mesi dall'uscita, Dragon Ball Z: Dokkan Battle ha superato il numero di 15 milioni di download in Giappone. 

Verso novembre 2016, il gioco ha superato i 100 milioni di download in tutto il mondo.
Ad agosto 2017, il gioco ha superato i 200 milioni di download in tutto il mondo.
Nell'agosto 2018 il gioco ha raggiunto i 250 milioni di download in tutto il mondo.
Nell'agosto 2019 il gioco ha raggiunto i 300 milioni di download in tutto il mondo.
Verso fine Gennaio 2020 il gioco ha raggiunto i 350 milioni di download in tutto il mondo. Viene ricordato come uno degli eventi più importanti all'interno del gioco per l'introduzione delle due valute di gioco. I "Coins" questi oggetti permettono di scambiare dei personaggi all'interno dello Shop di Dokkan Battle.